# Ånäs landeri

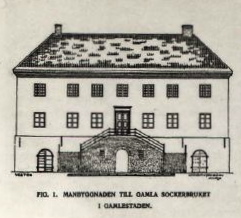
Manbyggnaden vid Ånäs landeri 1729. Troligen ritad av stadsingenjören Bengt Wilhelm Carlberg.

Ånäs landeri, även "Gamla sockerbruket" eller "Sahlgrenska sockerbruket" i Göteborg, var ett landeri som låg söder om Säveån i nuvarande Gamlestaden. Det låg på mark, som senare togs i bruk av Gamlestadens fabriker.
Det område som det så kallade Gamla sockerbruket, även benämnt landeriet Ånäs nu ligger, brukades under 1600-talet liksom de flesta av de landerier, som så småningom växte upp i dessa trakter, som "muhlebete", det vill säga betesmarker för stadens kreatur. På vissa håll anlades små trädgårdar eller kålgårdar, som utvecklades till sommarnöjen för stadens mer förmögna invånare. Efter att under hela 1600-talet haft olika ägare och oftast varit i händerna på något konsortium, tillföll år 1712 besittningsrätten ensam åt rådman Nils Perssons änka — Sahlgrenska släktens stammoder. 
Den 11 november 1729 fick bröderna, borgmästaren Jacob Sahlgren och direktör Niklas Sahlgren Fredrik I:s privilegium, "... att uti denne stads inom dess vallar eller ock på någon beqwämlig ort utom Staden" anlägga ett sockerraffinaderi. Det innebar att de under 25 år var skyddade mot konkurrenter inom ett område av 30 mil. Den 24 november samma år beviljade staden upplåtelse för en landeriegendomen, vilken redan var i Sahlgrenska släktens ägo. Året därpå anlades förmodligen sockerbruket och övriga byggnader.
Efter borgmästarens död övertog hans änka rörelsen och från 1771 hennes arvingar, i vilkas ägo anläggningarna var ända till 1843, då de anhöll om att få dela landeriegendomen i två lotter: "Trädgården med största delen av Gårds Tomten, jämte därå warande sockerbruksbyggnad med tillstötande Trä Hus och 2:ne Bonings Flyglar uti en lott samt den öfriga Landerijorden med Ladugårdshusen och Tomten därtill i en annan lott". Den första av dessa avyttrades 1843 till handelsaktiebolaget A. Barclay & Co. Sedan besittningsrätten under de följande årtiondena ofta skiftat, inlöste staden landeriet år 1874. 
Bebyggelsen av landeriet tyckes ha börjat redan tidigt, och i en skrivelse från 1696 står det att det "... är ett bebygt och excolerat Land", och på en karta från samma år står det utmärkt två byggnader, en större och en mindre. Den mer omfattande bebyggelsen startade först i samband med anläggningen av sockerbruket och i mitten av 1800-talet började ägarna upplåta små områden till bebyggelse till hantverkare och arbetare, vilket gav upphov till en hel förstad. År 1923 utgjordes landeribyggnaden av ett drygt 23 meter långt tvåvåningshus, som vilade på en hög källarvåning. Byggnaden var uppförd av sten med ytterväggarna slätputsade. Yttertaket var valmat på gavlarna och täckt med plåt. 
Sahlgrenska sockerbruket var en imponerande anläggning i åtta våningar intill landeriets huvudbyggnad och kan fortfarande urskiljas bland alla nyare byggnader runtomkring. Sockerbruket var en av Göteborgs första stora industrier och fortsatte med sin produktion fram till och med 1835. 
Sockerbruksbyggnaden från 1729 är Göteborgs äldsta bevarade industribyggnad och en av stadens äldsta byggnader över huvud taget. Den är belägen vid Säveåns södra strand och övertogs 1854 av Rosenlunds spinneri och inreddes då till bomullsspinneri, Gamlestadens fabriker, som en filial till fabriken vid Rosenlund.
Här kom företagets driftsingenjör Sven Wingqvist att utveckla den nya typ av kullager, som blev utgångspunkten för SKF, grundat 1907.